# Вальтер Шуг
Вальтер Шуг (нім. Walter Schug; 22 жовтня 1910, Кельн — 29 листопада 1943, Атлантичний океан) — німецький офіцер-підводник, капітан-лейтенант крігсмаріне.

## Біографія
8 квітня 1934 року вступив на флот. З 8 липня 1941 року — командир підводного човна U-86, на якому здійснив 4 походи (разом 415 днів у морі). 29 листопада 1943 року U-86 був потоплений в Північній Атлантиці на схід від Азорських островів (40°42′ пн. ш. 18°54′ зх. д.) глибинними бомбами з британських міноносців «Тумулт» та «Рокет». Всі 50 членів екіпажу загинули.
Всього за час бойових дій потопив 3 кораблі загальною водотоннажністю 9614 тонни і пошкодив 1 корабель водотоннажністю 8627 тонн.
| Дата            | Назва корабля           | Тип               | Тоннаж | Вантаж                                                                          | Екіпаж | Загинули | Країна             | Конвой |
| --------------- | ----------------------- | ----------------- | ------ | ------------------------------------------------------------------------------- | ------ | -------- | ------------------ | ------ |
| 16 січня 1942   | Toorak (пошкоджений)    | Паровий танкер    | 8,627  | Баласт                                                                          | 51     | 0        | Британська імперія | ON-52  |
| 18 січня 1942   | Dimitrios G. Thermiotis | Торговий пароплав | 4,271  | 6146 тонн генеральних вантажів                                                  | 33     | 33       | Королівство Греція | SC-63  |
| 6 серпня 1942   | Wawaloam                | Вітрильник        | 342    | Патока                                                                          | 7      | 0        | США                |        |
| 11 березня 1943 | Brant County            | Торговий пароплав | 5,001  | 5330 тонн генеральних вантажів, велика кількість карбіду і 670 тонн боєприпасів | 58     | 35       | Норвегія           | HX-228 |

## Звання
- Кандидат в офіцери (8 квітня 1934)
- Фенріх-цур-зее (1 липня 1935)
- Оберфенріх-цур-зее (1 січня 1937)
- Лейтенант-цур-зее (1 квітня 1937)
- Оберлейтенант-цур-зее (1 квітня 1939)
- Капітан-лейтенант (1 жовтня 1941)

## Нагороди
- Медаль «За вислугу років у Вермахті» 4-го класу (4 роки)
- Медаль «У пам'ять 1 жовтня 1938»
- Медаль «У пам'ять 22 березня 1939 року»